# Gymnoscelis esakii
Gymnoscelis esakii là một loài bướm đêm trong họ Geometridae.